# Akathist
Akathist (Tiếng Việt: không ngồi) còn gọi là Al Madaayeh là một ca vịnh dài (1116 từ Anh), tán tụng Đức Maria như là Theotokos (Mẹ Thiên Chúa), như là chiếc cầu giữa trời và đất, và về huyền nhiệm Nhập thể. Ca vịnh này được đứng đọc/hát vào 4 ngày thứ sáu Mùa Vọng, thứ sáu thứ nhất, phần 1; thứ sáu thứ 2, phần 2; thứ sáu thứ 3, phần 3; thứ sáu thứ 4, phần 4. Thứ sáu thứ 5 sẽ đọc toàn ca vịnh. Có một sự phối hợp về ca vịnh này dài 2 tiếng đồng hồ, nên được miễn đứng.
Một trích đoạn trong bài ca vịnh này ca ngợi Đức Maria như sau:
Đấng chứa đựng Thiên Chúa không thể chứa đựng được!
Cửa của huyền nhiệm cao cả!
Cải chính nghi nan cho người không tin!
Niềm hãnh diện không nghi nan của người tin!
Xe hoàn toàn thánh của Đấng ngự trên quyền thần!
Đền thờ hoàn toàn vinh quang của Đấng ở trên quản thần!
Bà là đấng đã hiệp nhất các người đối nghịch!
Bà là Đấng đã nối kết trinh khiết với việc làm mẹ!
Bà qua bà sự phạm tội đã được xá giải!
Bà qua bà Thiên đường được mở ra!
Chìa khóa đi đến vương quốc của Đức Kitô!
Hi vọng của điều tốt vĩnh cửu!
Ôi cô dâu không cưới!
Trong Tông huấn "Lời Chúa", Giáo hoàng Biển Đức XVI nói: "các kinh Akathist và Paraklesis. Các thánh ca ngợi khen này, được hát dưới hình thức kinh cầu (litanies) và thấm đượm đức tin của Giáo hội và đầy qui chiếu vào Thánh Kinh, sẽ giúp tín hữu suy niệm các mầu nhiệm của Chúa Giêsu trong kết hợp với Đức Mẹ. Cách riêng, ca khúc Akathist (gọi thế vì khi hát, người ta đứng) dâng lên Mẹ Thiên Chúa, là ca khúc đại biểu cho một trong những biểu thức cao đẹp nhất của lòng sùng kính Đức Mẹ trong truyền thống Byzantine. Cầu nguyện bằng những lời này mở rộng tâm hồn ta và qui hướng nó về một sự bình an từ trên cao, từ Thiên Chúa, một sự bình an là chính Chúa Kitô, Đấng đã từ Đức Mẹ sinh ra để cứu chuộc chúng ta"